# Jacob van Artevelde
Jacob van Artevelde ouçaⓘ (Gante, c. 1290 — Gante, 24 de julho de 1345), também conhecido como o Sábio, foi um estadista e líder político flamengo. Foi pai de Filipe van Artevelde.

## Biografia
Nasceu em Gante, uma rica cidade do Condado de Flandres, em uma família rica de comerciantes, o nome de seu pai era, provavelmente, Guilherme van Artevelde. Seu irmão João, um rico comerciante de tecidos, teve um papel de liderança nos assuntos públicos durante as primeiras décadas do século XIV. Jacob, que segundo a tradição foi um cervejeiro de profissão, passou três anos no anonimato acumulando grande fortuna. Casou-se duas vezes, a segunda vez com Catarina de Coster, cuja família tinha influência considerável em Gante.
Em 1336, Eduardo III, então Rei da Inglaterra que reivindicava o trono da França, fato que daria início à Guerra dos Cem Anos, proibiu a exportação da lã inglesa para a região de Flandres, como meio de gerar uma rebelião contra o domínio francês sobre a região e, desse modo, enfraquecer Filipe VI. A região rapidamente entrou em crise: os lucros caíram, o desemprego aumentou e os motins começaram a aumentar.
No dia de 3 de janeiro de 1338, foi encarregado da gestão de Gante pelos vereadores da cidade e, em abril, organizou uma conferência das grandes cidades de Flandres (Gante, Bruges, e Ypres) no mosteiro de Eeckoutte. A partir desse momento, assumiu o poder do Condado de Flandres, apoiado por uma aliança das cidades flamengas com as cidades do Ducado de Brabante, da Holanda e do Condado de Hainaut, a fim de proclamar uma neutralidade da região na luta dinástica entre Eduardo III e Filipe VI, o que reestabeleceria o comércio com a Inglaterra
Louis de Nevers, então Conde de Flandres, não tinha condições para subjugar as tropas que apoiavam Jacob e, nessas circunstâncias, assinou, em 21 de junho de 1338, um tratado que fazia concessões às três cidades: Gante, Bruges e Ypres, doravante conhecidas como os "Três membros de Flandres".
Em dezembro de 1339. reuniu-se com Eduardo III, em Antuérpia, e passou a apoiá-lo abertamente em sua luta contra Filipe VI.
No entanto, essa aliança passou a ser questionada por muito habitantes de Flandres. Desse modo, em 24 de julho de 1345, foi assassinado em meio a um motim. Depois disso, a região passou a apoiar Filipe VI.
Em 13 de setembro de 1863, Uma estátua foi erguida em sua cidade natal no "Vrijdagsmarkt", e inaugurada por Leopoldo I, rei dos belgas, em reconhecimento pelos grandes serviços que prestou a Gante e a seu país. Seu filho Filipe, mais tarde, recebeu o título de Líder da causa flamenga, por sua participação na Revolta dos Tecelões de Gante.